# Tachina effecta
Tachina effecta är en tvåvingeart som beskrevs av Walker 1853. Tachina effecta ingår i släktet Tachina och familjen parasitflugor. Inga underarter finns listade i Catalogue of Life.